# Kerekegyháza
Kerekegyháza là một thành phố thuộc hạt Bács-Kiskun, Hungary. Thành phố này có diện tích 81,28 km², dân số năm 2010 là 6349 người, mật độ 78 người/km².